# Grundsjön (Ockelbo socken, Gästrikland)
Grundsjön är en sjö i Ockelbo kommun i Gästrikland och ingår i Gavleåns huvudavrinningsområde. Sjön har en area på 0,254 kvadratkilometer och ligger 226 meter över havet.

## Delavrinningsområde
Grundsjön ingår i det delavrinningsområde (675751-152720) som SMHI kallar för Utloppet av Mellan-Jädern. Medelhöjden är 235 meter över havet och ytan är 12,78 kvadratkilometer. Räknas de 48 avrinningsområdena uppströms in blir den ackumulerade arean 248,94 kvadratkilometer. Avrinningsområdets utflöde Gavleån mynnar i havet. Avrinningsområdet består mestadels av skog (48 procent) och sankmarker (40 procent). Avrinningsområdet har 0,59 kvadratkilometer vattenytor vilket ger det en sjöprocent på 4,6 procent.